# Pinturicchio

Detall de La Resurrecció, amb el retrat del papa Alexandre VI, a la Biblioteca Vaticana.

Bernardino di Betto, dit Pintoricchio o Pinturicchio (Perusa, 1454 – 1513) va ser un pintor italià del Renaixement.
Va nàixer a Perusa, fill de Benedetto o Betto di Blagio. Probablement va ensinistrar-se sota el mestratge de pintors de poca anomenada de la seua ciutat com ara Bonfigli i Fiorenzo di Lorenzo. Segons Vasari, Pinturicchio va ser ajudant de Perugino.
Les obres de l'escola renaixentista de Perusa són molt semblants; per tant les pintures de Perugino, Pinturicchio, Lo Spagna i el jove Rafael poden confondre's entre elles. En l'execució de grans frescos, els mestres i els seus ajudants compartien gran part del treball, tant en la transposició de l'esbós a un cartró de mida natural, en la transferència del cartró al mur o en la pintura de fons o accessoris.

## Obra a Santa Maria del Popolo a Roma
Després d'ajudar Perugino en els seus frescos de la Capella Sixtina, Pinturicchio va ser contractat per diversos membres de la família Della Rovere per a decorar una sèrie de capelles a l'església romana de Santa Maria del Popolo, on sembla que va treballar des de l'any 1484, o abans, fins a l'any 1492. La primera d'aquestes obres va ser el retaule de l'Adoració dels pastors a la primera capella de la cara sud, construïda pel cardenal Domenico della Rovere. Hi va introduir un retrat del cardenal com al primers dels pastors agenollats. A les llunetes que hi ha sota la volta va pintar petites escenes de la vida de sant Jeroni.
Els frescos de la següent capella, construïda pel cardenal Innocenzo Cybo, van ser destruïts l'any 1700, arran de la reconstrucció de la capella feta pel cardenal Alderano Cybo. La tercera capella de la banda sud és la de Giovanni della Rovere, duc de Sora, nebot del papa Sixt IV i germà de Giuliano, qui posteriorment esdevindria papa amb el nom de Juli II. Conté un delicat retaule de la Mare de Déu entronitzada entre quatre sants, i a la banda est un fresc de nobilíssima composició sobre el tema de l'Assumpció de la Mare de Déu. La volta i les llunetes van ser ricament decorades amb petites pintures sobre la Vida de la Mare de Déu, envoltades de graciosos arabescos, mentre que la part superior del mur està coberta de pintures monocromes amb escenes de vides de sants, medallons amb profetes i figures femenines executades amb molta gràcia, en les quals pot resseguir-se la influència de Signorelli.
A la quarta capella, Pinturicchio va pintar els Quatre Doctors Llatins a les llunetes de la volta. La major part d'aquests frescos, tot i estar bastant deteriorats per la humitat, han sofert poques restauracions. Les darreres pintures de Pinturicchio en aquesta església van ser els frescos de la volta del rerecor, una riquíssima i ben dissenyada peça de treball decoratiu, amb el traçat bàsic resolt de manera molt hàbil. Al centre hi ha un panell octogonal de la coronació de la Mare de Déu, rodejat de medallons dels quatre evangelistes separats entre ells per figures reclinades de les quatre sibil·les. En cada petxina hi ha una figura dels quatre Doctors, entronitzats sota un baldaquí en forma de nínxol. Els espais que separen aquestes pintures tenen elaborats arabescos fets amb pólvores d'or, i el conjunt està resolt de manera ben efectiva, molt adequat quan s'observa (com no pot ser d'altra manera) des d'una considerable distància i des del terra. A Roma també va fer els frescos de la Capella de sant Bernardí a Santa Maria in Aracoeli.

## Obres a la Biblioteca Vaticana
L'any 1492 Pinturicchio va ser reclamat a Orvieto, on va pintar dos profetes i dos dels Doctors a la catedral. L'any següent va tornar a Roma, i va ser contractat pel papa Alexandre VI (Borja) per a decorar una sèrie de sis cambres al Palau Vaticà que tot just Alexandre havia manat construir. Aquestes cambres, anomenades posteriorment els Appartamenti Borgia, formen part avui dia de la Biblioteca Vaticana, i cinc d'elles conserven encara les delicades sèries de frescos que hi va executar Pinturicchio.
La part superior dels murs i les voltes, no només pintades sinó posteriorment enriquides amb estuc en relleu, són una obra mestra de les arts decoratives segons els més acurats principis de la decoració mural, i millor model d'imitació que les més celebrades Stanze degudes a Rafael immediatament emplaçades sobre les cambres Borja. Els principals temes són:
- L'Anunciació, la Nativitat, els Reis Mags i la Resurrecció
- Escenes de les vides de santa Caterina, sant Antoni i d'altres sants
- Figures al·legòriques de la música, l'aritmètica, etc.
- Quatre figures a mida natural, amb rics arabescos
- Figures dels planetes, els oficis relacionats amb diversos mesos i d'altres temes

La sisena cambra va ser repintada per Perino del Vaga.

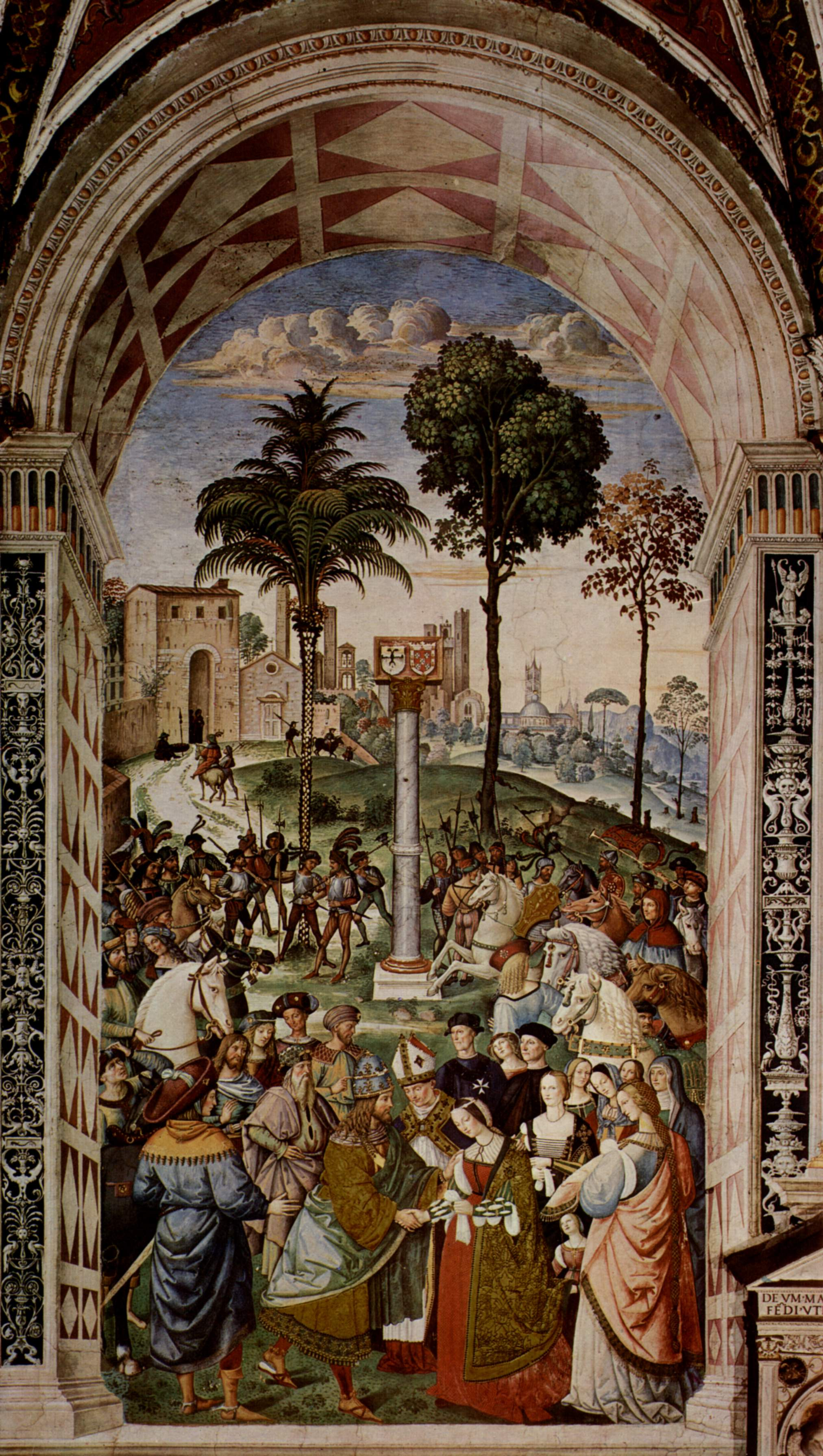
Fresc de Pinturicchio a la catedral de Siena que representa el papa Pius II.

No sense interrupcions, Pinturicchio, ajudat pels seus deixebles, va treballar en aquestes cambres entre 1492 i 1498, any en què les va acabar. Els seus altres frescos a Roma, encara conservats en el seu genuí estat, són els de la Capella Bufalini, al sud-oest de l'església de Santa Maria in Ara Coeli, probablement fets entre 1497 i 1500. Es tracta de composicions ben dissenyades, de noble concepció i fetes amb molta cura i refinament. Al mur de l'altar hi ha una gran pintura de sant Bernardí de Siena entre dos altres sants, coronats per àngels; al capdamunt hi ha una figura de Crist sobre una mandorla, envoltat d'àngels músics. Al mur de l'esquerra hi ha un gran fresc dels miracles fets pel cadàver de sant Bernardí, de colors molt rics i plens de caps molt ben pintats, alguns d'ells retrats de membres de la família Bufalini, per a la qual es va fer el treball.
Un grup de tres dones, amb la que ocupa la posició central donant el pit a un nadó, recorda l'estil de Rafael. La composició del grup principal que envolta el cadàver del sant sembla haver-li estat suggerit per la pintura de Giotto que representa sant Francesc al seu catafalc i que es troba a la Basílica de la Santa Creu de Florència. A la volta hi ha quatre nobles figures dels evangelistes, que van ser atribuïdes a Luca Signorelli però que són, com la resta dels frescos, de la mà de Pinturicchio. A la volta de la sagristia de Santa Cecilia in Trastevere, Pinturicchio va pintar l'Altíssim envoltat pels quatre evangelistes. Durant una visita a Orvieto l'any 1496 Pinturicchio va pintar dos figures més dels Doctors Llatins al cor de la catedral, actualment — com la resta de la seua obra a Orvieto — gairebé destruïdes. En va rebre cinquanta ducats d'or com a pagament. A Umbria, la seua obra mestra és la Capella Baglioni de l'església de Santa Maria Maggiore, a Spello.

## Altres obres
Entre les seues pintures de cavallet cal destacar les següents:
- Un retaule per a Santa Maria de' Fossi, a Perusa, pintat entre 1496 i 1498, i ara a la galeria de pintura. Es tracta d'una Mare de Déu entronitzada amb sants, de graciosa i dolça expressió i pintada amb molt de detall. Les ales del retaule tenen figures dretes de sant Agustí i sant Jeroni; i la predel·la té miniatures de l'Anunciació i els evangelistes.
- El retaule de la catedral de San Severino, similar en delicadesa a l'anterior i probablement pintat a la mateixa època. La Mare de Déu entronitzada mira vers el seu donant agenollat. Els àngels que hi ha als costats recorden, per la bellesa del seu rostre i la seua expressió, l'estil de Lorenzo di Credi o de Leonardo da Vinci.
- La Pinacoteca Vaticana conserva la pintura de cavallet més gran de Pinturicchio — la coronació de la Mare de Déu, amb els apòstols i altres sants davall. Hi ha diversos retrats molt ben executats entre els sants agenollats. La Mare de Déu, agenollada als peus de Crist per rebre la seua corona, és una figura de gran tendresa i bellesa, i el grup de més avall està compost amb gran mestria i gràcia en la seua disposició.

L'any 1505 va treballar en la decoració de la Biblioteca Piccolomini adjunta a la Catedral de Siena, amb la Coronació de Pius II i les Històries de Pius II. Per alguna d'aquestes obres es va valdre de la col·laboració de Rafael, que va fer el cartró de la Partida d'Enea Silvio Piccolomini cap al Concili. El mosaic del terra també és disseny seu: La història de Fortuna, o el Cim de la Virtut. Va ser fet per Paolo Mannucci l'any 1506. Al capdamunt de la composició, la Saviesa dona la palma de la victòria a Sòcrates.
Hi ha obres de Pinturicchio a l'Ashmolean Museum de la Universitat d'Oxford, la Biblioteca Ambrosiana de Milà, el Cleveland Museum of Art, el Courtauld Institute of Art de Londres, el Denver Art Museum, el Museu Fitzwilliam de la Universitat de Cambridge, l'Acadèmia de les Arts de Honolulu, el Museu de Belles Arts de Boston, el Museu del Louvre, la National Gallery de Londres, el Museu de Belles Arts de València (la Mare de Déu de les Febres), el Palau Ruspoli de Roma, el Philadelphia Museum of Art, la Pinacoteca Ambrosiana de Milà, El Museu d'Art de la Universitat de Princeton i la Pinacoteca Vaticana entre d'altres.

## Redescobriments
- Mare de Déu i Infant (51,4 x 40,6) pintura al tremp i or sobre fusta, col·lecció oficial del Rei de Saxònia (redescobert l'any 2006 pels profs. Alain Béjard & Dimitri Joannidès, Alicem Institute, Luxemburg)